# Куп Истанбула 2007.
Куп Истанбула 2007. је један од два ВТА турнира који се одржавају седмицу пре Ролан Гароса, и траје од 19. маја до 26. маја 2007. Турнир је III категорије са наградним фондом од 200.000 долара. Игра се на отвореним теренима, са подлогом од шљаке. Ово је трећа година одржавања овог турнира. Учествују 32 тенисерке у појединачној конкуренцији и 16 парова.
Прошлогодишња победница Шахар Пер није бранила титулу освојену прошле године, али су учествовале тенисерке из самог врха светског тениса Марија Шарапова, Винус Вилијамс, Јелена Дементјева. Код парова прошлогодишње победнице Аљона Бондаренко и Анастасија Јакимова такође нису браниле титулу.

## Победнице

### Појединачно
Јелена Дементјева —  Араван Резај 7-6(5), 3-0 (предаја)
- Ово је Дементјевој седма титула у каријери.

### Парови
Агњешка Радвањска /  Уршула Радвањска — 
Јан Јанг Чанг /  Сања Мирза 6-1, 6-3
- Ова победа је прва титула у каријери сестара Радвањски у игри парова.